# Eritrea i olympiska sommarspelen 2000
Eritrea deltog i de olympiska sommarspelen 2000 med en trupp bestående av tre deltagare, två män och en kvinna, men ingen av landets deltagare erövrade någon medalj. Det var första gången som Eritrea deltog i de olympiska spelen.

## Friidrott
Herrarnas 5 000 meter
- Bolota Asmerom
  1. Omgång 1 - 14:14.26 (gick inte vidare, 32:a plats)

Herrarnas 10 000 meter
- Yonas Kifle
  1. Omgång 1 - 28:08.59 (gick inte vidare)

Damernas 5 000 meter
- Nebiat Habtemariam
  1. Omgång 1 - 16:30.41 (gick inte vidare)